# Onitis inflaticollis
Onitis inflaticollis là một loài bọ cánh cứng trong họ Bọ hung (Scarabaeidae).